# Pothyne sumatrensis
Pothyne sumatrensis är en skalbaggsart som beskrevs av Stefan von Breuning 1982. Pothyne sumatrensis ingår i släktet Pothyne och familjen långhorningar. Inga underarter finns listade i Catalogue of Life.